# Крн (Кобарид)
Крн (словен. Krn, итал. Montenero di Caporetto) је насељено место у општини Кобарид, Горишка регија, Словенија.

## Историја
До територијалне реорганизације у Словенији био је у саставу старе општине Толмин.

## Становништво
У попису становништва из 2011. године, Крн је имао 30 становника.
| Број становника према пописима | Број становника према пописима | Број становника према пописима |
| ------------------------------ | ------------------------------ | ------------------------------ |
| 1991                           | 2002                           | 2011                           |
| 48                             | 38                             | 30                             |

## Галерија
- Алпски зид, бивша касарна
- регион извора реке Толминке
- Крнско језеро